# Beaumont-en-Verdunois
Beaumont-en-Verdunois is een gemeente zonder inwoners in het Franse departement Meuse in de regio Grand Est en het kanton Belleville-sur-Meuse sinds op 22 maart 2015 het kanton Charny-sur-Meuse werd opgeheven. De oppervlakte bedraagt 7,87 km².

## Geschiedenis
Beaumont-en-Verdunois is een van de negen Franse dorpen die zijn verwoest tijdens de Eerste Wereldoorlog en die nooit herbouwd zijn. Beaumont-en-Verdunois werd tot "village mort pour la France" verklaard en ingericht als gedenkplaats. De gemeente wordt bestuurd door een raad van drie personen die is aangesteld door de prefect van het departement Meuse.
Abaucourt-Hautecourt · Beaumont-en-Verdunois · Belleville-sur-Meuse · Bezonvaux · Blanzée · Bras-sur-Meuse · Champneuville · Charny-sur-Meuse · Châtillon-sous-les-Côtes · Cumières-le-Mort-Homme · Damloup · Dieppe-sous-Douaumont · Douaumont-Vaux · Eix · Fleury-devant-Douaumont · Gincrey · Grimaucourt-en-Woëvre · Haumont-près-Samogneux · Louvemont-Côte-du-Poivre · Maucourt-sur-Orne · Mogeville · Moranville · Moulainville · Ornes · Samogneux · Thierville-sur-Meuse · Vacherauville
1. ↑  Populations de référence 2022.